# オーテップ
オーテップ（Otep）は、アメリカ合衆国のニュー・メタル・バンド。2000年にカリフォルニア州ロサンゼルスにてオーテップ・シャマヤとジェイソン・マクガイアにより結成された。

## 概要
2001年にオジー・オズボーンの息子ジャック・オズボーンに見出され、レコード会社と未契約のバンドながら、オズフェスト2001への参戦が決定した。その後、ジャックとオジー・オズボーンの妻シャロン・オズボーンの協力もあり、キャピトル・レコードと契約を結びEP『Jihad』でデビューを飾り、驚異の新人として注目を集めた。2002年と2004年のオズフェストにも参加している。
ボーカルのオーテップ・シャマヤは女性シンガーで、シャウトやデスボイスを駆使して歌う。
2007年にリリースされたアルバム『ジ・アセンション』の中に、ニルヴァーナの楽曲「Breed」のカバー曲が収録されている。
2013年、オーテップ・シャマヤは1月に発売された『Hydra』が彼女のバンドの最後のアルバムになるだろうとインタビューで話していた。

## メンバー

### 現在のメンバー
- オーテップ・シャマヤ (Otep Shamaya) – ボーカル (2000年– )

### 旧メンバー
- ターヴァー・マーシュ (Tarver Marsh) – ギター (2000年)
- デイヴ・"スプーキー"・アギレラ (Dave "Spooky" Aguilera) – ギター (2000年–2001年)
- マーク・"モーク"・ビスタニー (Mark "Moke" Bistany) – ドラム (2000年–2003年、2009年)
- ロブ・パターソン (Rob Patterson) – ギター (2001年–2004年, 2009年)
- ジェイソン・マクガイア (Jason "eViL J" McGuire) – ベース (2000年–2010年)
- カーマ・シン・チーマ (Karma Singh Cheema) – ギター (2006年–2007年)
- ブライアン・"ハギス"・ウルフ (Brian "Haggis" Wolff) – ドラム (2006年–2008年)
- ジャスティン・キアー (Justin Kier) – ドラム (2013年–2020年)
- アリ・ミハロプロス (Ari Mihalopoulos) – ギター (2011年)
- アンドリュー・バーンズ (Andrew Barnes) – ベース (2016年)
- ラマー・リトル (Lamar Little) – ドラム (2020年–2022年)
- AJ・バーソロミュー (AJ Bartholomew) – ギター (2022年)

## ディスコグラフィ

### スタジオ・アルバム
- 『セヴァス・トロー』 - Sevas Tra (2002年)
- House of Secrets (2004年)
- 『ジ・アセンション』 - The Ascension (2007年)
- Smash the Control Machine (2009年) ※収録曲「Rise, Rebel, Resist」はゲーム『Saints Row: The Third』に使用されている。
- Atavist (2011年)
- Hydra (2013年)
- 『ジェネレーション・ドゥーム』 - Generation Doom (2016年)
- Kult 45 (2018年)
- The God Slayer (2023年)

### ライブ・アルバム
- Sounds Like Armageddon (2012年)

### EP
- Jihad (2001年)
- Wurd Becomes Flesh (2005年)